# Abronia aurita
Abronia aurita (абронія Копа) — вид веретільницеподібних ящірок родини веретільницевих (Anguidae). Ендемік Гватемали.

## Поширення і екологія
Абронії Копа відомі з двох місцевостей, одна з яких розташована в горах Сьєрра-де-Ксуканеб в департаменті Альта-Верапас, а друга — в департаменті Халапа. Вони живуть у вологих гірських тропічних лісах та в сосново-дубових лісах, на висоті від 2000 до 2600 м над рівнем моря. Ведуть деревний спосіб життя.

## Збереження
МСОП класифікує цей вид як такий, що перебуває під загрозою зникнення. Abronia aurita загрожує знищення природного середовища.